# Osmond Downer
Osmond Downer (Gonzales, 1930 –?) Trinidad és Tobagó-i nemzetközi labdarúgó-játékvezető, sportvezető.

## Pályafutása

### Nemzetközi játékvezetés
A Trinidad és Tobagó-i labdarúgó-szövetség Játékvezető Bizottsága (JB) terjesztette fel nemzetközi játékvezetőnek, a Nemzetközi Labdarúgó-szövetség (FIFA) 1960-tól tartotta nyilván bírói keretében. Több nemzetek közötti válogatott és klubmérkőzést vezetett, vagy működő társának partbíróként segített. Az aktív nemzetközi játékvezetéstől 1981-ben a FIFA 50 éves korhatárát elérve búcsúzott.

#### Világbajnokság
Kettő világbajnoki döntőhöz vezető úton Mexikóba a IX., az 1970-es labdarúgó-világbajnokságra és Spanyolországba a XII., az 1982-es labdarúgó-világbajnokságra a FIFA JB bíróként alkalmazta. Előselejtezőket a CONCACAF zónában vezetett.

##### 1970-es labdarúgó-világbajnokság
| Időpont            | Helyszín                   | Mérkőzés típusa       | Mérkőzés          | Eredmény |
| ------------------ | -------------------------- | --------------------- | ----------------- | -------- |
| 1968. december 22. | Városi Stadion, Paramaribo | első kör (4. csoport) | Suriname–Salvador | 4 : 1    |

##### 1982-es labdarúgó-világbajnokság
| Időpont            | Helyszín                                    | Mérkőzés típusa              | Mérkőzés       | Eredmény |
| ------------------ | ------------------------------------------- | ---------------------------- | -------------- | -------- |
| 1981. november 19. | Tiburcio Carías Andino Stadion, Tegucigalpa | előselejtező (döntő csoport) | Haiti–Salvador | 0 : 1    |

## Sportvezetőként
Trinidad és Tobagó-i Labdarúgó-szövetség Játékvezető Bizottságának elnöke.

## Szakmai sikerek
- 1985-ben a nemzetközi játékvezetés hírnevének erősítése, hazájában 10 éve a legmagasabb Ligában (osztályban) folyamatosan tevékenykedő, eredményes pályafutása elismeréseként, a FIFA JB felterjesztésére az 1965-ben alapított International Referee Special Award címmel és oklevéllel tüntette ki.
- 2008-ban a FIFA elnöke Joseph Blatter a 48 éves játékvezetői és sportmunkásságának elismeréseként emlékplakettet adott részére.